# Człopa
Człopa (Duits: Schloppe) is een stad in het Poolse woiwodschap West-Pommeren, gelegen in de powiat Wałecki. De oppervlakte bedraagt 6,33 km², het inwonertal 2400 (2005).